# Fiesta de San Martín

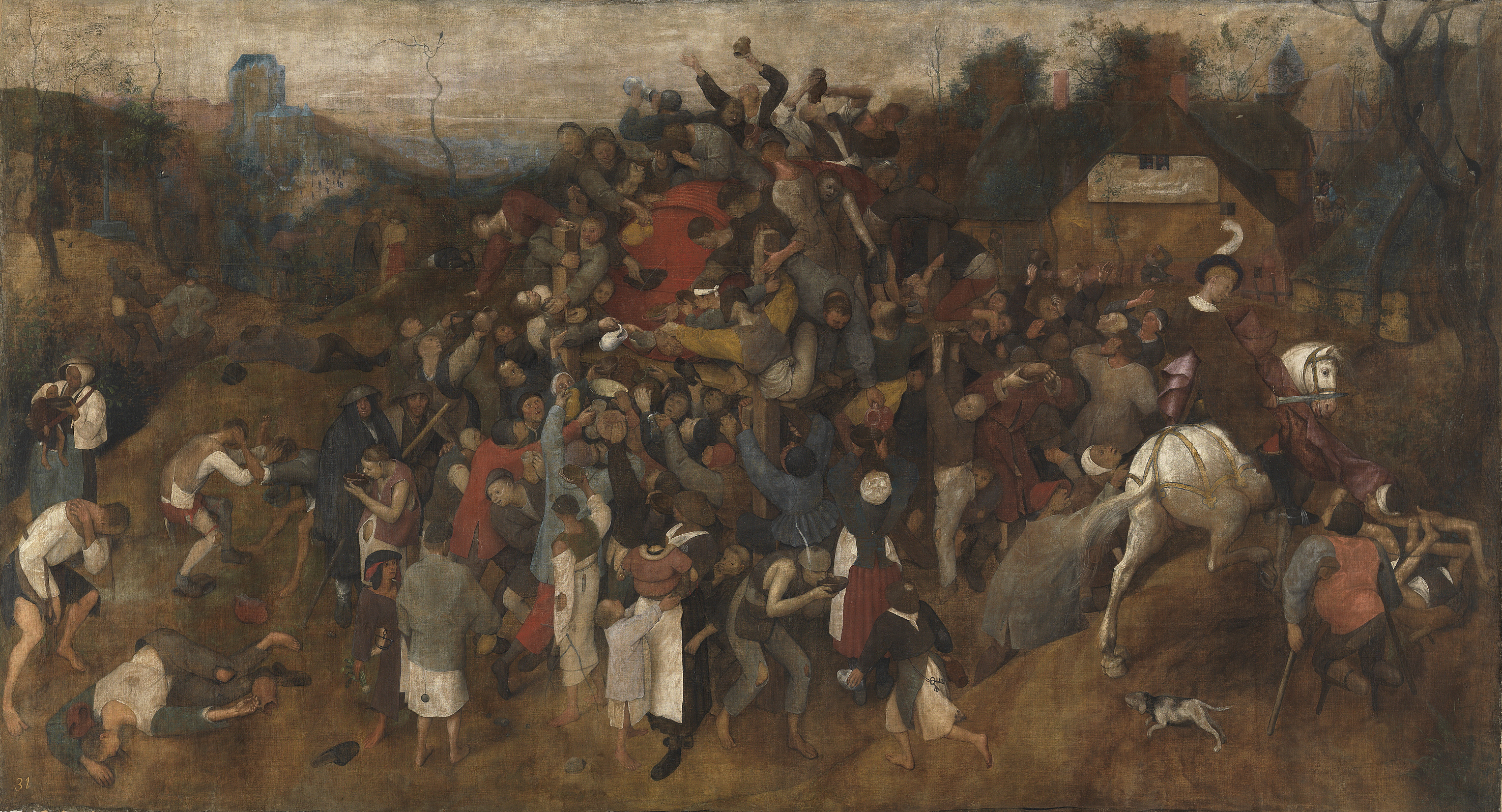
El vino de la fiesta de San Martín por Pieter Brueghel el Viejo

La Fiesta de San Martín se celebra el 11 de noviembre en conmemoración del día del funeral de San Martín de Tours.
La fiesta se ha extendido en la cultura popular más allá de su origen religioso, y se celebra en algunos países independientemente de las creencias religiosas de cada cual. La festividad no altera el carácter laborable del día en que se celebra, es decir, si el día es laborable se trabaja normalmente.

## Orígenes y costumbres
La festividad se originó en Francia y se extendió a muchos lugares en Europa y América, coincidiendo con el final de la Octava de Todos los Santos y de la época de la cosecha. Típicamente se consumen productos recién cosechados y animales recién sacrificados, como gansos en Alemania y cerdos en España. Reflejo de esto es la expresión A cada cerdo le llega su San Martín que tiene variantes en muchos idiomas. A pesar del nombre cristiano de la fiesta, el antropólogo James George Frazer apunta en su obra La Rama Dorada a un origen pagano de la misma: la romería portando el fuego (sagrado) sería un ritual de fertilidad precristiano, extendido por toda Europa Occidental.

## España
También conocida como la Fiesta de los Humanitarios, se celebra el 11 de noviembre, surgida a partir de la Sociedad Humanitarios de San Martín, el día de San Martín de Tours, en la localidad de Moreda de Aller en el concejo de Aller, Principado de Asturias, España.
La fiesta comienza con una misa tradicional cantada y acompañada con gaita asturiana. Tras la misa se produce "la puya`l ramu" (puja del ramo), subasta de bollos de pan de escanda; y a continuación un desfile en el que tanto los participantes como muchos de los espectadores van vestidos con el traje típico local o regional. Las carrozas son las protagonistas del desfile, acompañadas por bandas de gaitas y grupos de danza asturiana.
La comida típica de este día es la fabada, casadielles y panchón (postre típico del concejo de Aller elaborado con migas de pan de escanda, azúcar y manteca).
Fue declarada como de Interés Turístico en 1984. y se ha extendido por otros lugares de España.
En Galicia la fiesta se remonta al siglo XIII y hoy en día se considera de interés turística.

## Países Bajos yFlandes
Sint-Maarten se festeja en algunas regiones y pueblos en los Países Bajos y Flandes, en cada lugar con sus características propias. La celebración principal tiene lugar después de oscurecer, cuando niños de diversas edades efectúan un recorrido de casa en casa portando linternas de papel. A la puerta de cada casa interpretan una breve canción típica de la festividad (cuya letra varía según la región o la época), siendo recompensados por los habitantes de la vivienda con golosinas o frutas. Es muy probable que esta costumbre sea la antecesora de la tradición anglosajona de Halloween, aunque no hay fuentes que lo documenten.

#### Canciones infantiles
Existe una multitud de variantes de las coplillas que los niños cantan de casa en casa con motivo de la festividad. La más habitual es esta:
| Neerlandés | Traducción al castellano                                                                   |
| --- | ------------------------------------------------------------------------------------------ |
| Sint-Maarten, Sint-Maarten de koeien hebben staarten… de meisjes hebben rokjes aan daar komt sint-Martinus aan | San Martín, San Martín las vacas tienen cola… las chicas llevan falda ahí viene San Martín |

Otra versión común:
| Neerlandés                                                                                  | Traducción al castellano                                                                                        |
| ------------------------------------------------------------------------------------------- | --- |
| Elf november is de dag dat mijn lichtje Elf november is de dag dat mijn lichtje branden mag | Once de noviembre es el día en que mi linternita Once de noviembre es el día en que mi linternita puede dar luz |

## Alemania
El Sankt Martin, o Laternenfest en el sur de Alemania, suele empezar hoy en día con la celebración en los centros de educación preescolar o Kindergarten de una misa especial para familias sobre San Martín. Después los niños y los padres pasean por el barrio cantando con sus farolillos. Después suele haber un Martinsfeuer (una hoguera) y bocadillos. Días antes, los padres se reúnen en el Kindergarten con sus hijos para hacer el farolillo.
En otras partes del país se hace el paseo siguiendo a San Martín sentado a caballo y al final del recorrido se comen panes dulces con pasas. A menudo hay representaciones de teatro que muestran a San Martín como soldado, dándole la mitad de su capa a un mendigo.

#### Canciones infantiles
| Alemán | Traducción al castellano                                                                        |
| --- | ----------------------------------------------------------------------------------------------- |
| Laterne Laterne Sonne Mond und Sterne brenne auf mein Licht brenne auf mein Licht aber meine liebe Laterne nicht | Farolillo Farolillo Sol, luna y estrella quema mi luz quema mi luz pero no mi querido farolillo |

| Alemán | Traducción al castellano |
| --- | --- |
| Ich geh' mit meiner Laterne und meine Laterne mit mir dort oben leuchten die Sterne und unten leuchten wir mein Licht ist aus Wir gehen nach Haus' Rabimmel Rabammel Rabumm Bumm Bumm | Yo voy con mi farolillo y mi farolillo conmigo allá arriba brillan las estrellas y abajo brillamos nosotros mi luz se apagó nos vamos a casa Rabimmel Rabammel Rabum Bumm Bumm. |